# Aculus acraspis
Aculus acraspis är en spindeldjursart som först beskrevs av Alfred Nalepa 1892.  Aculus acraspis ingår i släktet Aculus, och familjen Eriophyidae. Arten är reproducerande i Sverige.